# 蔡日軒
蔡日軒（1982年8月27日—），香港歌手，擁有法國藍帶廚師證書的他，因為對音樂的夢想而決定跨入歌壇。於2011年8月3日發行首張個人國語專輯《實現》。

## 音樂作品

### 個人專輯
| 專輯 | 發行日期     | 專輯名稱 | 語言 | 曲目 |
| 1    | 2011年8月3日 | 《實現》 | 國語 | 1. 不愛別的 2. 沒說出的再見 3. 不習慣 4. Baby Girl 5. 夢想很多 6. 起飛 7. 你愛的不是我 8. 為你許個願 9. 小世界 10. 高山青 |

## 電影
- 2013年在一起飾陳森